# ペレスヴェート級戦艦
ペレスヴェート級戦艦（ロシア語:Эскадренные броненосцы типа "Пересвет"エスカードリェンヌィイェ・ブラニノースツィ・チーパ・ピリスヴィェート）は、ロシア帝国の建造した戦艦である。ロシア海軍では艦隊装甲艦(Эскадренный броненосец)に分類された。装甲巡洋艦の本質的な拡大型であり、のちに装甲巡洋艦に類別を変更されている。

## 概要

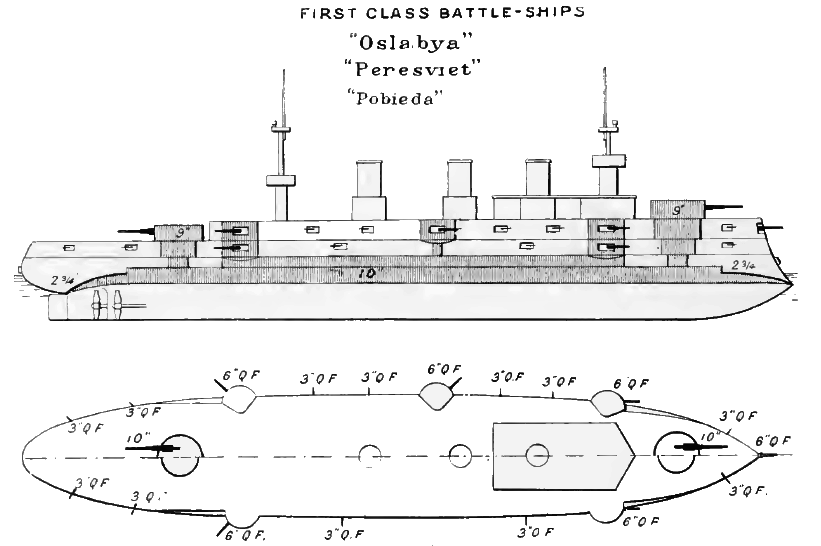
本級の武装・装甲配置を示した図。

ペレスヴェート級戦艦のコンセプトは、装甲巡洋艦というよりも、のちの巡洋戦艦のそれに近いものであった。同世代の前弩級戦艦より高速で、航続力と航洋性に優れ、そのかわり武装と装甲は控えめであった。設計要求としては、戦列艦隊の構成要素としての能力に加え、仮装巡洋艦のように単独での通商破壊戦を実行する能力も求められていた。
その仮想敵としては、当時潜在的な敵国と看做されていたイギリスがとりわけ念頭に置かれていた。そのため、イギリス海軍が1893年から極東向けに建造した254mm砲4門搭載のバーフラー級戦艦(センチュリオン級戦艦)がペレスヴェート級のコンセプトモデルとされた。但し、ペレスヴェート級は沿岸部や河川での運用を想定したバーフラー級と異なり、当初より大規模な航洋作戦に使用されることが予定された艦であった。必要とされた航洋性は素晴らしく、長大な航続距離と高い速力を実現するための燃料を大量に搭載するために石炭庫のスペースを従来艦よりも大きくした反面、武装と装甲が同世代の戦艦と比べ劣っていることから、戦闘能力においては戦艦というよりはむしろ、ロシアが1900年まで建造していた装甲巡洋艦に近いものであるといえた。
具体的な基本設計は、装甲巡洋艦「ロシア」の拡大型となっていた。艦体は前甲板半分が延長され、そこにより優れた装甲を持つ連装式の主砲塔1 基が搭載された。主砲は40口径254mm砲で、これを以ってペレスヴェート級を艦隊装甲艦と呼ばしめるに至った。火砲類は、主砲のほかに副砲として当時のロシア軍艦の標準砲であったカネー式45口径152 mm単装速射砲を11 門、対水雷艇用として50口径75 mm単装砲を20門、43口径47mm単装砲を20門、37mm単装砲を8門、バラノーフスキイ速射砲(Скорострельная пушка Барановского)の派生型でコンスタンチン・ニコラエヴィチ大公の後押しで採用された63.5mm上陸砲2門が搭載された。これに加え、水上発射型の381mm魚雷発射管が3門、水中発射型の381mm魚雷発射管が2門搭載された。
薄いとされた装甲であったが、その内訳は、クルップ鋼製の装甲板を有する舷側水線部中部が229mm、先端部が178mm、第2板が102mm、ケースメイト（装甲砲座）が64mm、甲板が51mmから127mm、主砲塔装甲が229mmから51mm、バーベットが203mm、司令塔が229mmであった。
動力機関は、国産バルト工場製の垂直型3倍拡張レシプロ機関が3基搭載された。ボイラーはフランス製のベルヴィル式水管缶が30基搭載された。推進軸は3軸で、速力は18knを発揮したが、航続距離には艦によって差が生じた。
1番艦ペレスヴェートと2番艦オスリャービャは1895年度の建艦計画で発注され、1895年11月22日にサンクトペテルブルクのバルト工場と新海軍工廠で起工した。3番目のポベーダは若干の改良を経た艦で、極東方面の艦隊戦力補充のために発注された。1898年5月18日には建造が開始されたが、公式にはユリウス暦1899年2月9日起工とされた。ペレスヴェートとオスリャービャは1901年、ポベーダは1902年に竣工した。建造費はポベーダで1005万 ルーブリ、オスリャービャで1134万 ルーブリとなった。

## 同型艦
ペレスヴェート(Пересвет、1901年 - 1917年)
艦名は、クリコヴォの戦いで知られるロシアの英雄アレクサンドル・ペレスヴェートに因む。1874年に除籍された先代のフリゲートより受け継がれた。
日露戦争時には第1太平洋艦隊に配属され黄海海戦に参加した。1904年12月7日、陸軍からの砲撃により旅順港で大破着底した。
1905年6月29日に日本軍によって引き上げられ、修理を経て1909年には日本海軍へ編入、戦艦相模として運用された。
第一次世界大戦が始まると、1916年初めにロシア政府によって買い戻された。4月3日には呉港からウラジオストクへ回航され、4月6日に装甲巡洋艦ペレスヴェートとしてロシア海軍に復籍した。しかし、バルト海への回航途上、1917年1月4日にポートサイドを出航したところでドイツ帝国の潜水艦U 73によって敷設された機雷に触れ、弾薬庫に引火、爆沈した。
オスリャービャ(Ослябя、1901年 - 1905年)
艦名は、クリコヴォの戦いで知られるロシアの英雄ロジオン・オスリャービャに因む。1874年に除籍された先代のフリゲートより受け継がれた。
日露戦争開戦時には旅順へ回航する途中であったが本国へ引き返した。その後第2太平洋艦隊（いわゆるバルチック艦隊）に編入され、日本海海戦において対馬海峡で戦没した。
ポベーダ(Победа、1901年 - 1922年)
艦名は、ロシア語で「勝利」という意味。
日露戦争時には旅順艦隊に配属された。1904年3月31日に機雷で損傷、修理後に参加した黄海海戦では254mm砲1門と75mm砲3門を損傷し、4名が戦死、29名が負傷した。11月24日には、280mm砲弾30発と152-120mm砲弾17発を受け、旅順港で大破着底した。
1905年10月17日に日本軍によって引き上げられ、修理を経て1908年に日本海軍に編入、1922年まで戦艦周防として運用され、同年ワシントン軍縮条約に基づき解体中に転覆し、浮揚の上呉市沖の三ツ子島に護岸として自沈、埋め立てられた。

## ギャラリー
ロシア海軍時代

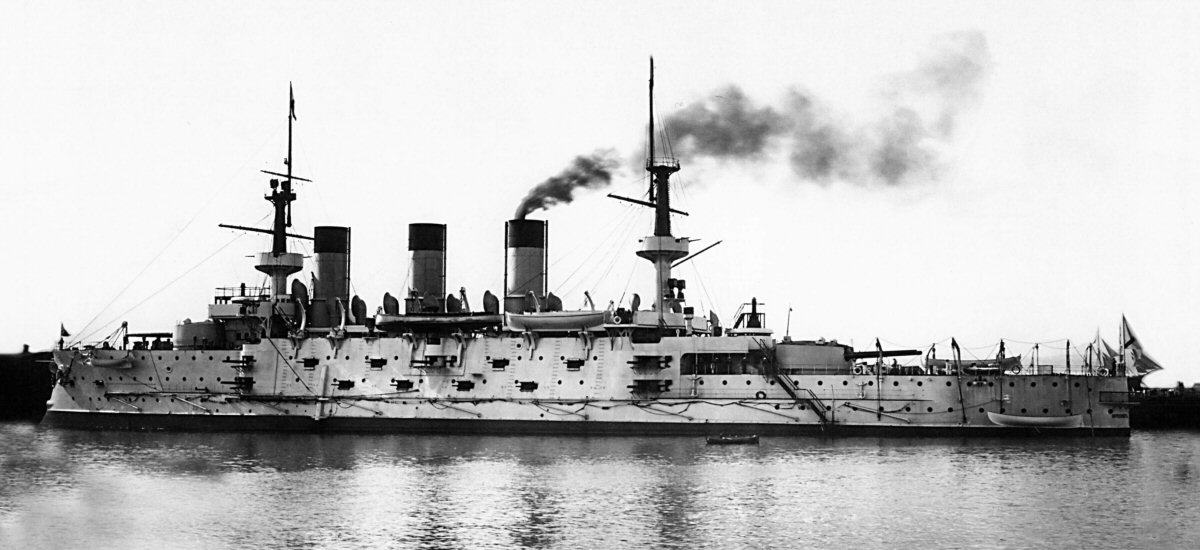
艦隊編入直後の1902年に撮影されたペレスヴェート
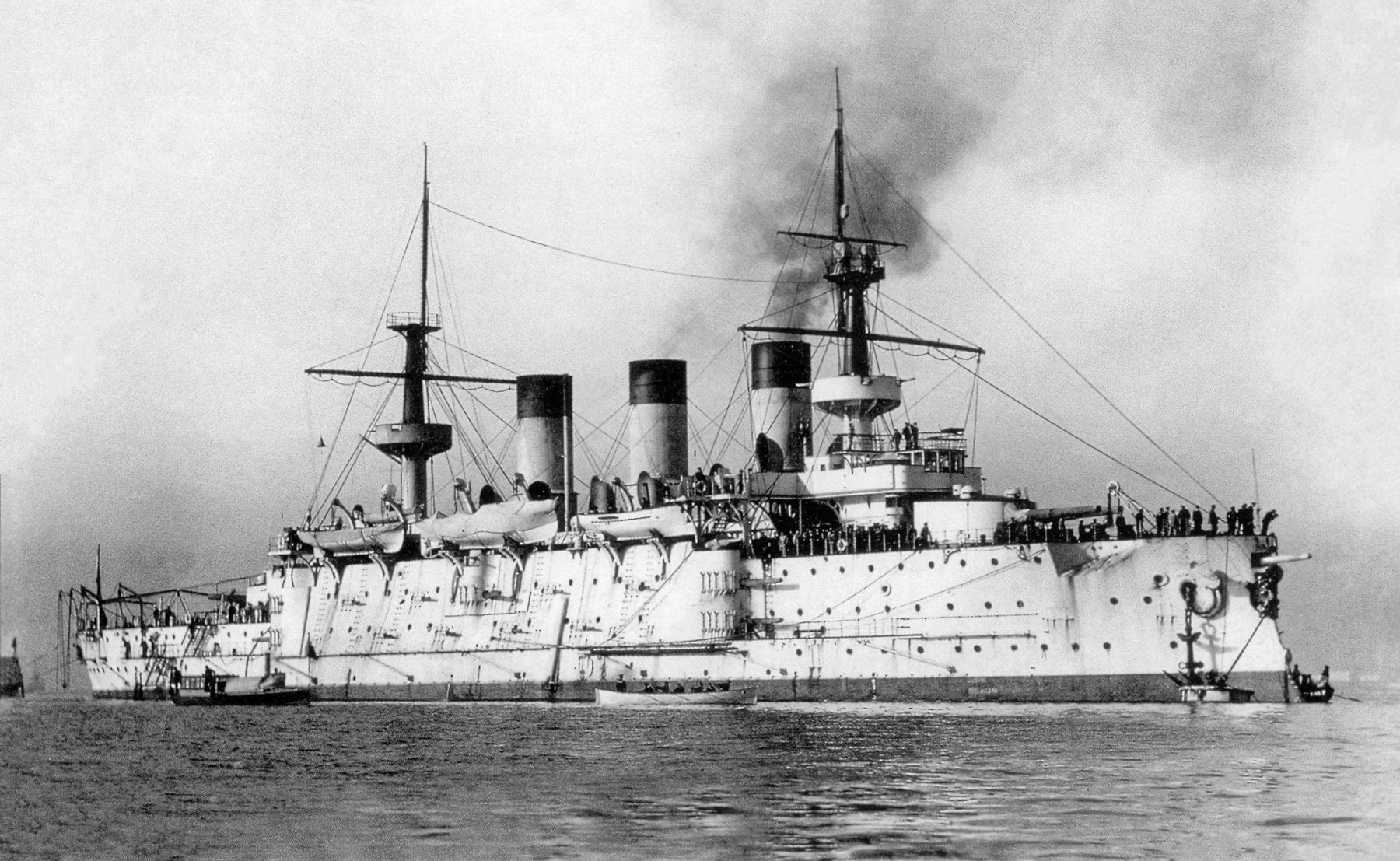
1901年末に地中海で撮影されたペレスヴェート
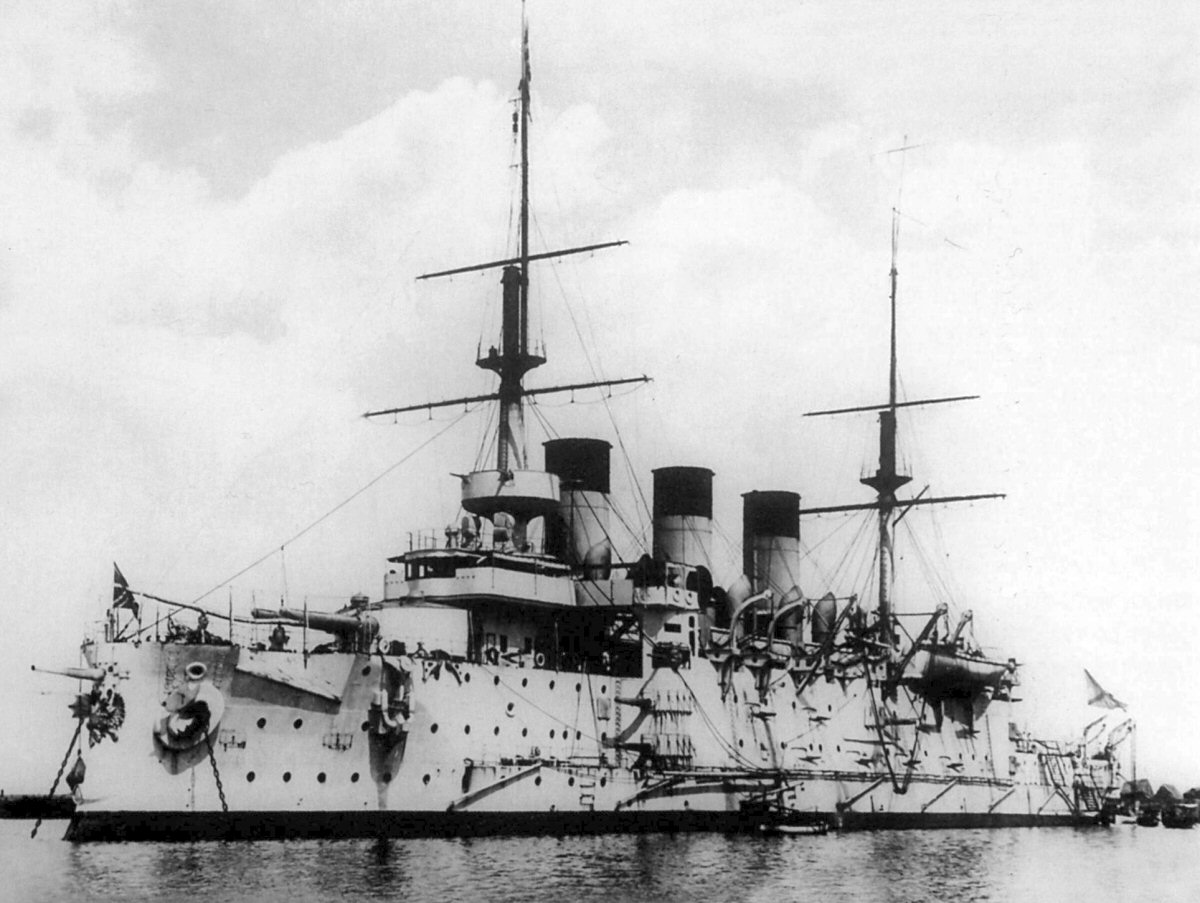
1903年7月にクロンシュタットで撮影されたオスリャービャ
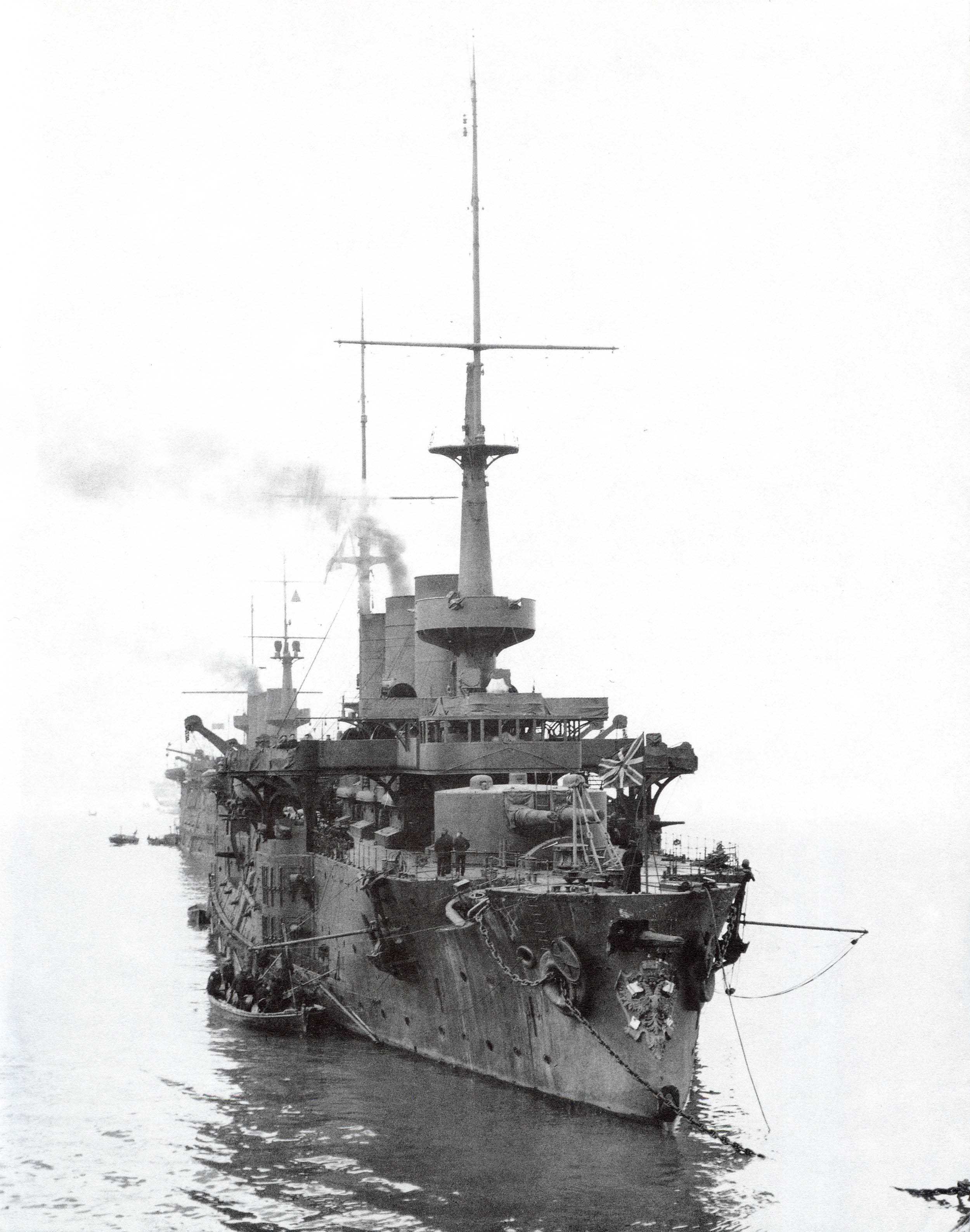
1904年3月9日にポルト＝アルトゥールで撮影されたポベーダ

日露戦争

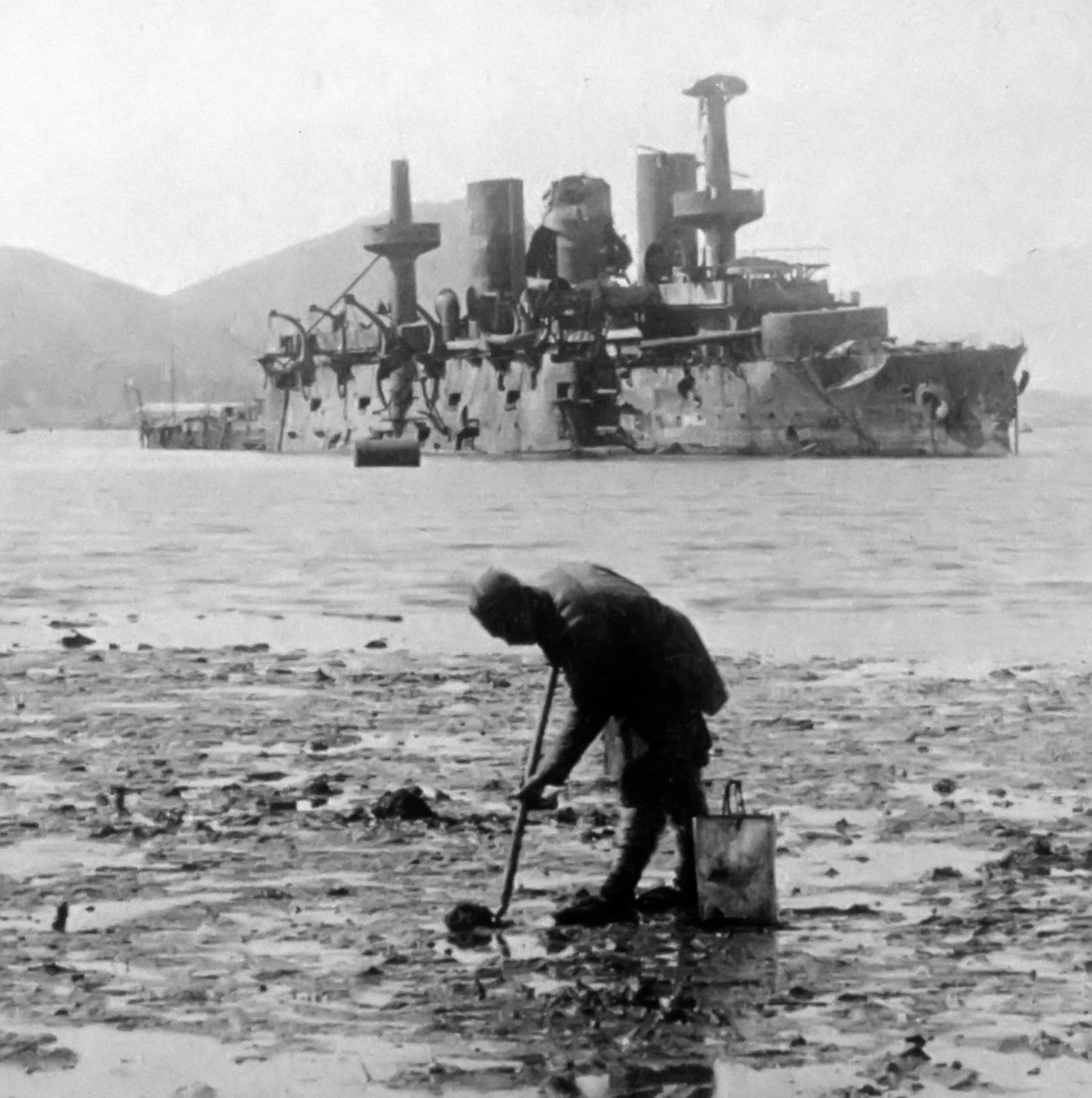
ポルト＝アルトゥール西湾で着底したペレスヴェート（1904年12月）
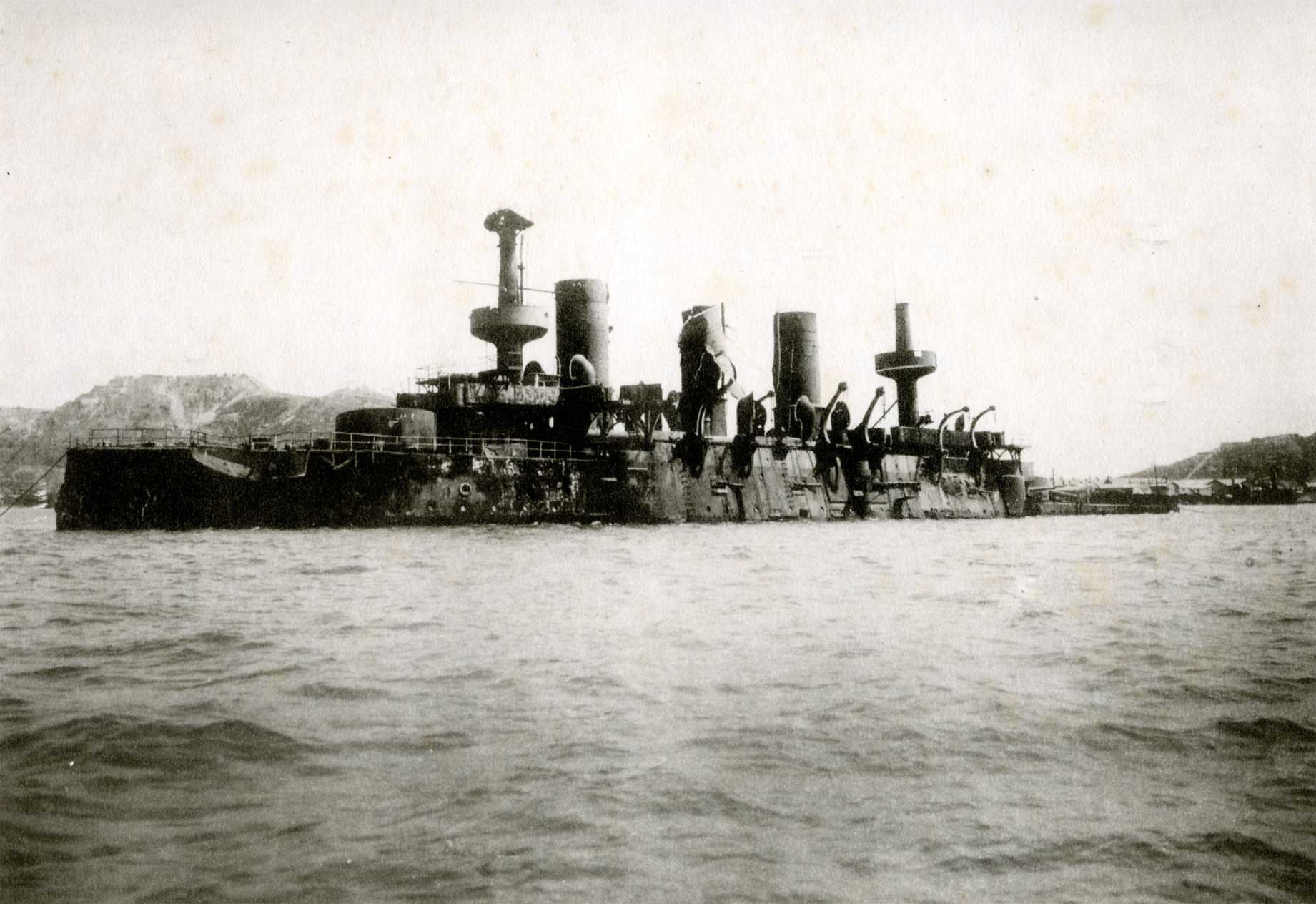
ポルト＝アルトゥールで放棄されたペレスヴェート
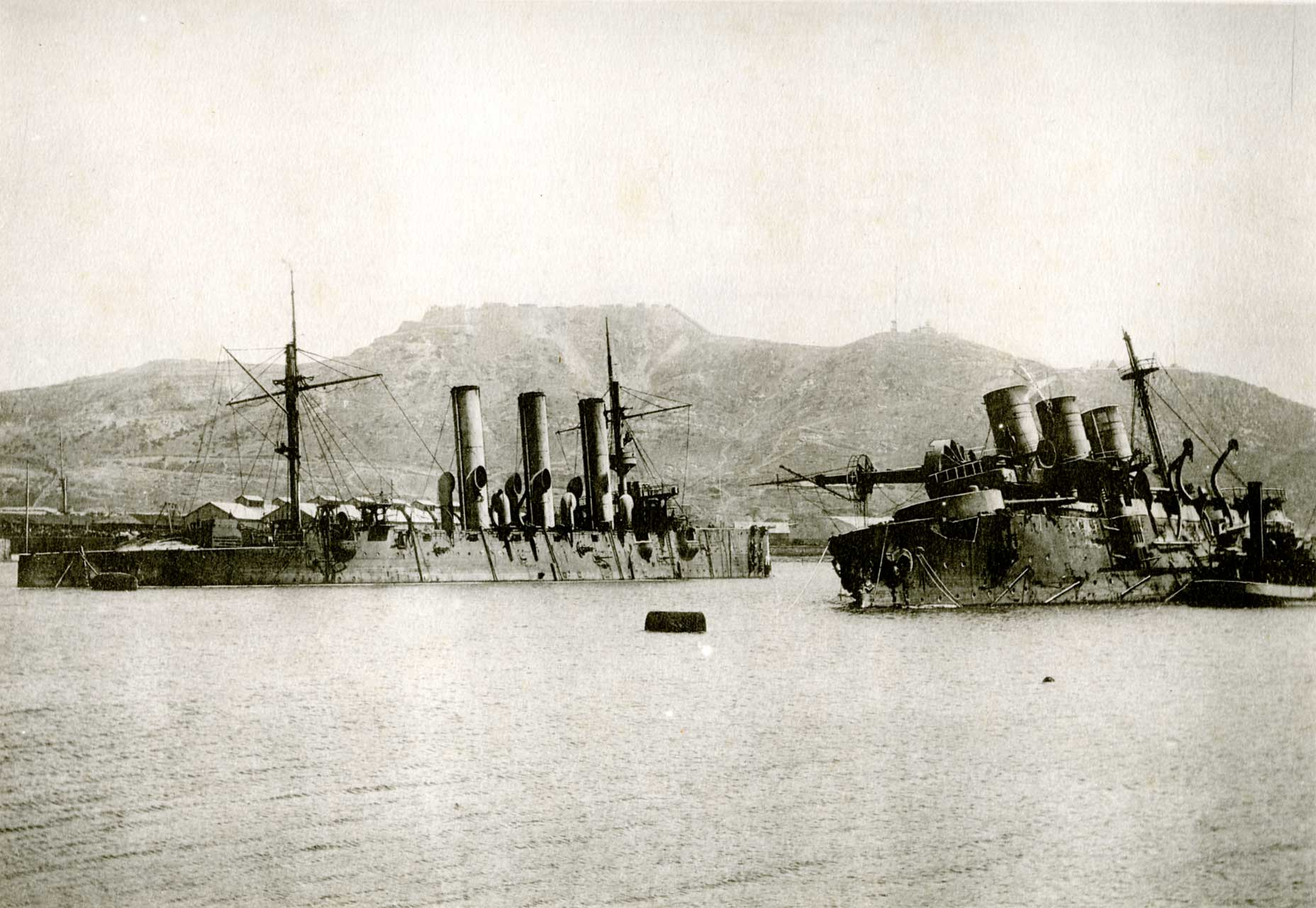
[[黄金山 (広島市)|]]から撮影されたパルラーダとペレスヴェート（右）

日本海軍時代

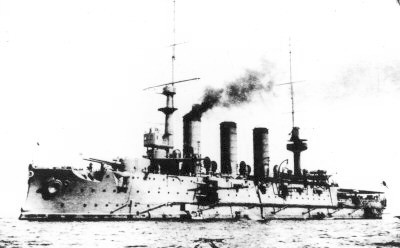
1906年に撮影された相模（旧ペレスヴェート）、艦橋等、一部構造が改修されている
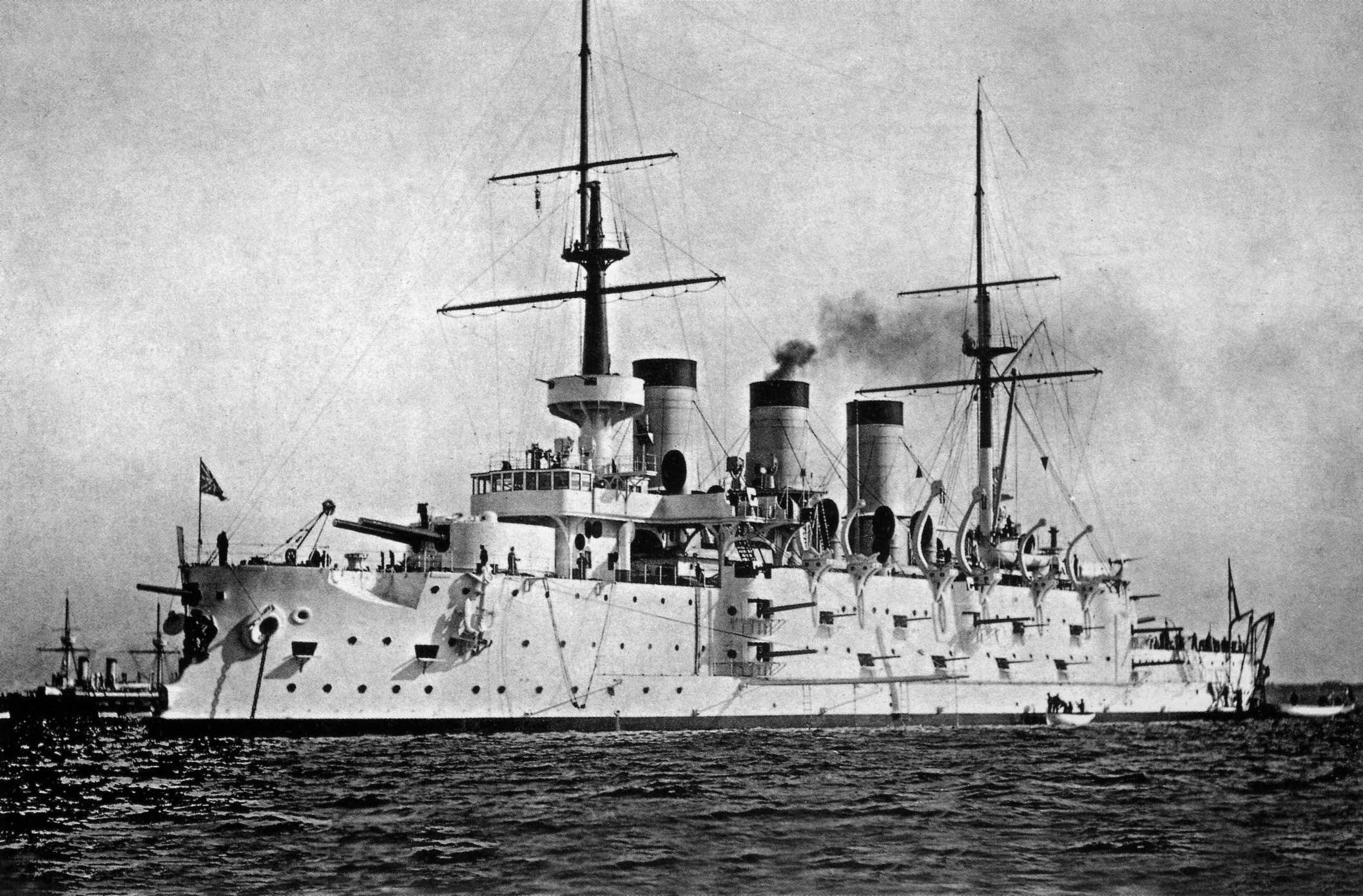
1908年に撮影された周防（旧ポベーダ）
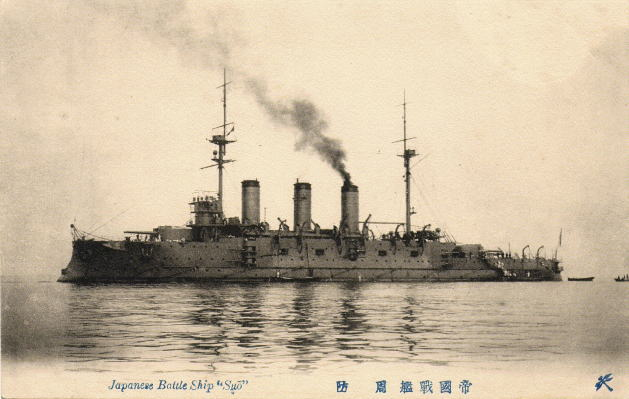
周防(旧ポベーダ)

日露戦争後のロシア海軍

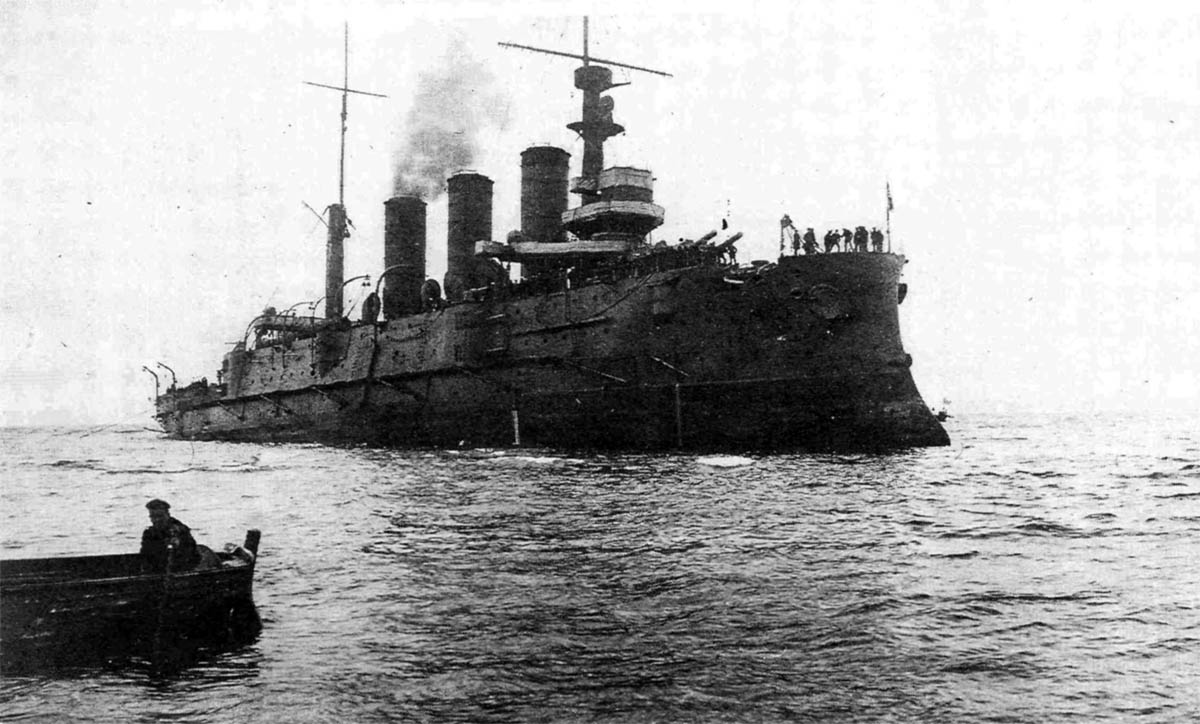
1916年5月にスクルィープレフ燈台地区で撮影された装甲巡洋艦ペレスヴェート